# ラニ・ケディラ
ラニ・ケディラ（Rani Khedira、1994年1月27日 - ）は、ドイツ・バーデン＝ヴュルテンベルク州・シュトゥットガルト出身のサッカー選手。1.FCウニオン・ベルリン所属。ポジションはMF。
実兄は元ドイツ代表のサミ・ケディラ。

## 経歴
2012年1月からVfBシュトゥットガルトIIに所属、同年10月にトップチームに昇格した。
2014年6月、ブンデスリーガ2部のRBライプツィヒへ2017年までの3年契約で移籍した。
2017年6月、FCアウクスブルクへフリーで移籍。契約期間は2021年6月までの4年間。以降主力選手としてチームに貢献。2021年4月13日に2020-21シーズン終了後に退団することが発表。同月26日に2021-22シーズンより1.FCウニオン・ベルリンに加入することが発表された。

## 代表歴
2009年から各年代のドイツ代表としてプレーした。